# Cerco de Charleston
O Cerco de Charleston foi uma das grandes batalhas que aconteceram perto do fim da Guerra Revolucionária Americana, depois que os ingleses começaram a mudar sua estratégia para as colônias do sul dos Estados Unidos. 
Depois de um cerco de aproximadamente seis semanas, o Major Benjamin Lincoln do Exército Continental se rendeu para os britâncios junto com as suas forças. Essa foi a maior quantidade de perdas sofridas pelos americanos em uma batalha durante a guerra.